# Třída Čikugo
Třída Čikugo byla lodní třída fregat Japonských námořních sil sebeobrany. Jejich hlavním úkolem bylo ničení ponorek ve vodách v okolí Japonska. Jednalo se o nejmenší válečné lodě na světě vybavené protiponorkovým systémem ASROC. Japonsko plavidla tradičně klasifikovalo jako eskortní torpédoborce, čemuž odpovídala trupová čísla s kódem DE (Destroyer Escort).

## Stavba
Třídu tvořilo celkem jedenáct jednotek.
Jednotky třídy Čikugo:
| Jméno           | Založení kýlu     | Spuštěna           | Vstup do služby    | Status                   |
| --------------- | ----------------- | ------------------ | ------------------ | ------------------------ |
| Čikugo (DE-215) | 9. prosince 1968  | 13. ledna 1970     | 31. července 1970  | vyřazen 15. dubna 1996   |
| Ajase (DE-216)  | 5. prosince 1969  | 16. září 1969      | 20. července 1971  | vyřazen 1. srpna 1996    |
| Mikuma (DE-217) | 17. března 1970   | 16. února 1972     | 26. srpna 1971     | vyřazen 8. července 1997 |
| Tokači (DE-218) | 11. prosince 1970 | 25. listopadu 1971 | 17. května 1972    | vyřazen 15. dubna 1998   |
| Iwase (DE-219)  | 6. srpna 1971     | 29. června 1972    | 12. prosince 1972  | vyřazen 16. října 1998   |
| Čitose (DE-220) | 7. října 1971     | 25. ledna 1973     | 21. srpna 1973     | vyřazen 13. dubna 1999   |
| Nijodo (DE-221) | 20. září 1972     | 28. srpna 1973     | 8. února 1974      | vyřazen 24. června 1999  |
| Tešio (DE-222)  | 11. července 1973 | 29. května 1974    | 10. ledna 1975     | vyřazen 27. června 2000  |
| Jošino (DE-223) | 28. září 1973     | 22. srpna 1974     | 6. února 1975      | vyřazen 15. května 2001  |
| Kumano (DE-224) | 29. května 1974   | 24. února 1975     | 19. listopadu 1975 | vyřazen 18. května 2001  |
| Noširo (DE-225) | 27. ledna 1976    | 23. prosince 1976  | 30. června 1977    | vyřazen 13. března 2003  |

## Konstrukce

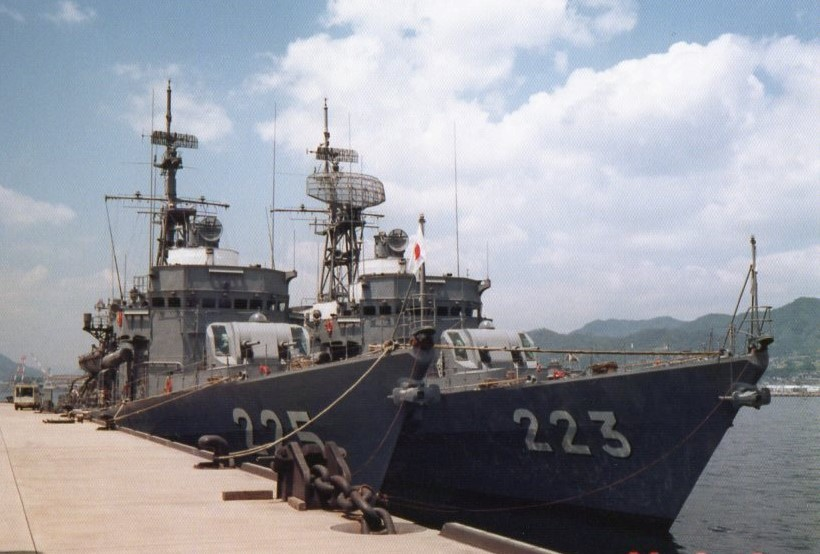
Fregaty Noširo (DE-225) a Jošino (DE-223)

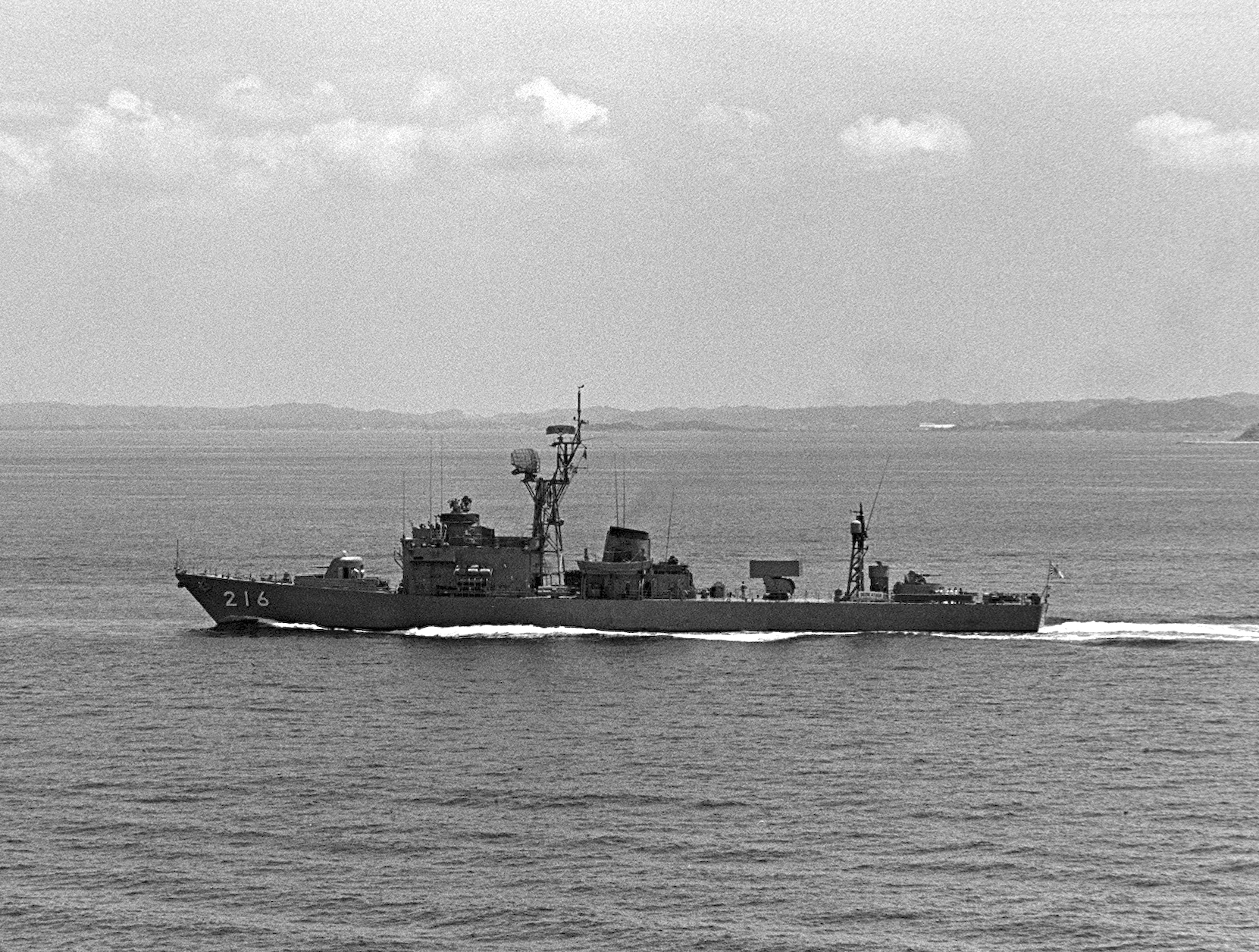
Ajase (DE-216)

Plavidla nesla vyhledávací letecký radar OPS-14, vyhledávací námořní radar OPS-28, střelecký radar GFCS-1B, navigační radar OPS-19 a pomocný systém NORL-5. Vybavena byla trupovým sonarem QQS-3 a sonarem s měnitelnou hloubkou ponoru SQS-35(J).
Hlavňovou výzbroj tvořily dva 76mm kanóny ve věži na přídi a dva 40mm kanóny na zádi. K ničení ponorek sloužil především raketový systém ASROC s dosahem 9,2 km. Pro ten bylo neseno osm střel, které do cílové oblasti dopravovaly protiponorkové torpédo Mk 46. Protiponorkovou výzbroj doplnily dva trojhlavňové 324mm torpédomety typu 68, ze kterých byla vypouštěna lehká protiponorková torpéda Mk 46.
Pohonný systém tvořily čtyři diesely (Mitsubishi-Burmeister & Wain UEV30/40 u lodí DE 215, 217–219, popř. Mitsui 28VBC-38 na ostatních) o výkonu 11 930 kW, pohánějící dva lodní šrouby. Nejvyšší rychlost dosahovala 25 uzlů.